# محمد میرزمانی
محمد میرزمانی (زادهٔ ۲۹ فروردین ۱۳۳۵ در تهران) آهنگساز و موسیقی‌دان اهل ایران است. او مسئول موسیقی بسیج هنرمندان است.

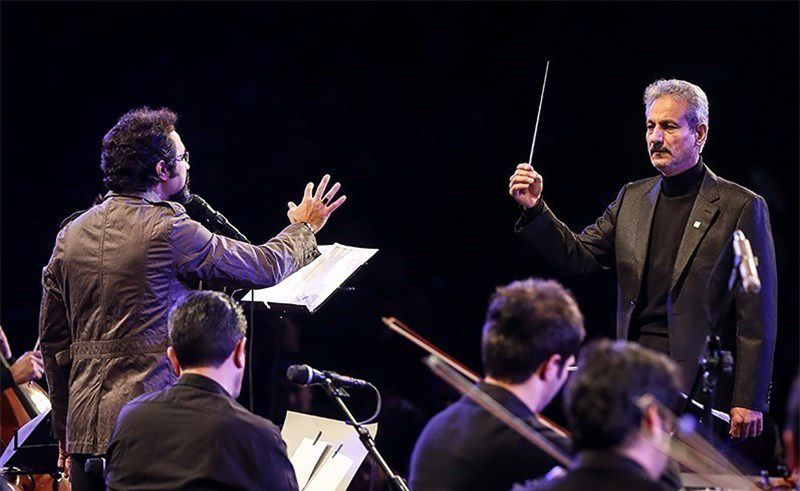
محمد میرزمانی رهبری کنسرت وداع ۱۳۹۱

میرزمانی تا اواخر سال ۱۳۸۹ مدیر کل تولید مرکز موسیقی صداوسیما ایران بود و اوایل خرداد ماه ۱۳۹۰ به عنوان مدیرکل دفتر موسیقی وزارت ارشاد ایران منصوب شد اما در دی ماه ۱۳۹۱ از سمت خود استعفا کرد.
وی از سال ۱۳۶۹ تا ۱۳۷۲ رهبری ارکستر بزرگ صدا و سیما را عهده‌دار بوده‌است. همچنین از سال ۱۳۸۰ تا ۱۳۸۲ ریاست کانون آهنگسازان سینمای ایران را به عهده داشته و در سال ۱۳۹۵ به ریاست هیئت مدیره خانه موسیقی انتخاب شد.

## زندگی هنری
سید محمد میر زمانی فارغ‌التحصیل هنرستان عالی موسیقی، فعالیت حرفه‌ای خود را از سال ۱۳۵۹ با ساخت موسیقی آوازی و  ارکسترال در فرم‌های مختلف  آغاز کرد. از جمله استادان وی می‌توان به فریدون ناصری، مصطفی کمال پورتراب، مرتضی حنانه، کریم گوگردچی، پرویز منصوری و اقدس پورتراب اشاره کرد.
میرزمانی در سال ۱۳۸۱ موفق به دریافت لوح افتخار از وزارت فرهنگ و ارشاد اسلامی و درجه يک هنری از شورای ارزشیابی آثار هنری شده‌است.
از دیگر فعالیت‌های وی داوری جشن خانه سینما، جشنواره موسیقی فجر، تدریس در دانشگاه صدا و سیما و دیگر مراکز آموزشی بوده‌است. میرزمانی از حامیان ابراهیم رئیسی در انتخابات ریاست جمهوری ۱۴۰۰ بود.

## آلبوم‌ها
- وصال یاران (با صدای بهرام گودرزی و جمال محمدیان)
- صدای شاعر
- عطش و آتش
- رنگین کمان عشق، (با صدای عبدالحسین مختاباد)
- وداع (با صدای حسام‌الدین سراج)

## آهنگسازی سینما
- بچه‌های جسور (۱۳۹۱)
- دخیل (۱۳۸۰)
- انتظار (۱۳۷۹)
- رقص شیطان (۱۳۷۹)
- قلعه یاسین (۱۳۷۹)
- تو را دوست دارم (۱۳۷۸)
- شوکران (۱۳۷۷)
- یکی کم است (۱۳۷۶)
- ستارگان خاک (۱۳۷۳)
- سپیدیال (۱۳۷۲)
- ایوب پیامبر (۱۳۷۱)
- تونل (۱۳۷۱)
- ماه عسل (۱۳۷۱)
- دندان طلا (۱۳۷۰)
- عشق من شهر من (۱۳۷۰)
- تویی که نمی‌شناختمت (۱۳۶۹)
- الماس بنفش (۱۳۶۸)
- پنجاه و سه نفر (۱۳۶۸)
- تا مرز دیدار (۱۳۶۸)
- تابستان ۵۸ (۱۳۶۸)
- صنوبرهای سوزان (۱۳۶۸)
- فیل در تاریکی (فیلم) (۱۳۶۸)
- تفنگ‌های سحرگاه (۱۳۶۷)
- دیده‌بان (فیلم) (۱۳۶۷)
- عبور (۱۳۶۷)
- مجموعه تلویزیونی کوچک جنگلی (۱۳۶۶)
- دست‌نوشته‌ها (فیلم) (۱۳۶۵)

## جشنواره‌ها
- کاندیدای بهترین موسیقی متن (دست نوشته‌ها) در پنجمین دوره جشنواره فیلم فجر - ۱۳۶۵
- کاندیدای بهترین موسیقی متن (دیده‌بان) در هفتمین دوره جشنواره فیلم فجر - ۱۳۶۷